# 무학로 (서울)
 무학로(Muhak-ro)는 서울특별시 성동구 왕십리도선동 상왕십리역교차로에서 성북구 안암동안암오거리를 잇는 도로이다.

## 주요 경유지
서울특별시
- 성동구 (왕십리도선동 . 용두동) - 성북구 (안암동)

## 노선
| 이름                 | 접속 노선             | 소재지     | 소재지 | 소재지       | 비고 |
| -------------------- | --------------------- | ---------- | ------ | ------------ | ---- |
| 상왕십리역교차로     | 왕십리로              | 서울특별시 | 성동구 | 왕십리도선동 |      |
| 양지사거리           | 마장로                | 서울특별시 | 성동구 | 왕십리도선동 |      |
| 청계9가교차로        | 청계천로              | 서울특별시 | 성동구 | 왕십리도선동 |      |
| 무학교               |                       | 서울특별시 | 성동구 | 왕십리도선동 |      |
|                      | 용두동                | 서울특별시 | 성동구 |              |      |
| 시립동부병원앞교차로 | 천호대로              | 서울특별시 | 성동구 |              |      |
| 용두동사거리         | 국도 제6호선 (왕신로) | 서울특별시 | 성동구 |              |      |
| 안암오거리           | 약령시로 고려대로24길 | 서울특별시 | 성북구 | 안암동       |      |

## 주요 건물 및 시설
- 이디야 왕십리 센트라스스점 (서울특별시 성동구 왕십리도선동 무학로 22)
- GS25 용두동아점 (서울특별시 성동구 왕십리도선동 무학로 22)